# Les Deux Frères (Picasso)
Pour les articles homonymes, voir Les Deux Frères.
Les Deux Frères est un tableau réalisé par le peintre espagnol Pablo Picasso en 1906 à Gósol. Cette huile sur toile de la fin de la période rose de l'artiste représente un garçon nu portant sur son dos un plus jeune enfant. Elle est conservée au Kunstmuseum, à Bâle, en Suisse.